# Penelopeia
Penelopeia es un género con una especies de plantas con flores perteneciente a la familia Cucurbitaceae. 

## Especies seleccionadas
| - Penelopeia suburceolata Urb. |